# The Traditional Tune Archive
The Traditional Tune Archive (TTA) è una libreria digitale per la ricerca di brani appartenenti alla musica tradizionale irlandese, britannica e nordamericana degli ultimi 300 anni, organizzata in ordine alfabetico, per titolo del brano, con titoli aggiuntivi e varianti alternative con riferimenti incrociati, musica in ABC (notazione musicale) e notazione standard, informazioni annotate sulla storia e il contesto del brano, insieme a riferimenti e collegamenti a Internet per ulteriori riferimenti.
Si tratta di un Indice curato di informazioni catalogate, classificate, categorizzate e archiviate sfruttando le proprietà del Web Semantico i documenti (gli articoli) pubblicati sono associati ad informazioni e dati (metadati) che ne specificano il contesto in un formato adatto all'interrogazione e all'interpretazione (es. tramite motori di ricerca) e, più in generale, all'elaborazione automatica.
Pertanto, l'obiettivo è consentire che la semantica dei brani musicali tradizionali —le loro proprietà, informazioni storiche e tratti musicologici, commenti, ecc. — sia utilizzata in una struttura di dati migliorata che consenta infinite possibilità di ricerca.
La TTA è un'iniziativa senza fini di lucro, sviluppata da Andrew Kuntz e Valerio Pelliccioni, curata dagli amministratori e contenente oggi oltre  51.300 brani con annotazioni. Il TTA è pubblicato con Creative Commons Attribution-NonCommercial-ShareAlike 3.0 Unported License.

## Origini
Il Traditional Tune Archive è stato originariamente "alimentato" con l'intero progetto a cui Andrew Kuntz ha lavorato dal 1996 al 2010, l'indice dei brani del Fiddler's Companion, in cui decine di migliaia di brani tradizionali erano stati catalogati in ordine alfabetico per titolo in voci separate che includevano anche informazioni descrittive sulla melodia, tra cui la forma, la tonalità, la struttura, l'accordatura del violino, le informazioni sulla fonte, dove si poteva trovare in stampa e in registrazione sonora.
Inoltre, Andrew ha inserito tutte le informazioni aneddotiche che è riuscito a trovare sul modo in cui il brano è stato inserito nella cultura, la sua provenienza, la paternità, le peculiarità, le storie e le menzioni nella documentazione storica, ecc.
Inizialmente, Andrew pensava che ogni voce separata fosse semplicemente un contenitore in cui conservare tutto ciò che era stato detto o registrato sul brano, e non fece alcun tentativo di distinguere i fatti dalle dicerie, né la verità dalle speculazioni, lasciando il lavoro qualitativo ad altri.
Man mano che il progetto maturava, tuttavia (insieme alle sue conoscenze e alla sua esperienza), divenne ovvio che il materiale annotato aveva bisogno di essere organizzato, ed egli iniziò a impiegare un approccio molto più analitico e qualitativo, cercando di discriminare tra informazioni concrete e speculazioni, per quanto culturalmente interessanti, e di applicare una certa disciplina ai pensieri speculativi.
Andrew non pensava di abbandonare il materiale aneddotico, che di per sé fornisce informazioni considerevoli sull'ambiente culturale che è il ricco terreno di coltura della musica tradizionale, ma piuttosto di cercare di distinguere ciò che era dimostrabile o anche ragionevolmente certo da ciò che non poteva essere verificato.
Si può leggere, se interessati, l'introduzione e la premessa originale  per il Fiddler's Companion, che delinea i suoi pensieri originali su ciò che riguardava il progetto e su ciò che stava cercando di ottenere, e giudicare se ci si c'è poi riuscito.

## Riconoscimento e Utilizzo
The Traditional Tune Archive è riconosciuto come una risorsa preziosa nella ricerca musicologica e dalle comunità dedicate alla musica tradizionale.
L'integrazione di TTA con Semantic MediaWiki è stata notata per l'efficace strutturazione delle informazioni storiche, della notazione ABC e delle annotazioni culturali, facilitando la ricerca e l'esplorazione delle melodie tradizionali.

## Definizioni

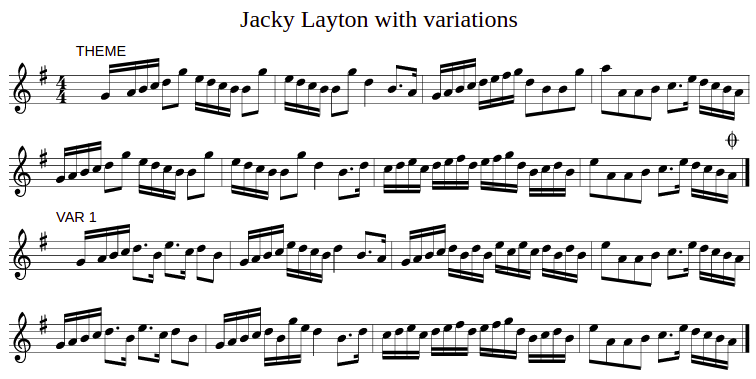
Jacky Layton con variazioni

La "musica tradizionale" è vagamente definita come melodie storiche e contemporanee che sono basate sul folklore, sia nella derivazione originale che nell'uso pratico, e che sono state utilizzate principalmente per attività basate sulla danza popolare e la canzone popolare, e che sono anche attualmente utilizzate da suonatori dilettanti per divertimento personale e per suonare in gruppo nelle sessioni.  Il corpus della "musica tradizionale" fornisce anche materiale di base per una fiorente industria musicale basata sull'interpretazione e l'esecuzione, l'adattamento, l'imitazione e l'innovazione nei suoi vari sottogeneri, sostenendo musicisti semi-professionisti e professionisti.
Nel contesto del TTA, la musica tradizionale è strettamente associata all'uso o al potenziale uso per la danza e segue forme musicali che si sono sviluppate in concomitanza e in accompagnamento alla danza popolare.  La musica da ballo tradizionale è di solito di forma binaria, con melodie contrastanti a due tempi, per lo più (ma non esclusivamente) in forma AB o ABAB.  La musica è ulteriormente classificata in base ai tipi associati ai diversi balli, tra cui gighe, reel, hornpipes, schottisches, polke, valzer, ecc.

## Organizzazione
Il TTA è organizzato in ordine alfabetico, per titolo del brano, con riferimenti incrociati ai titoli alternativi o aggiuntivi e alle varianti.  Ogni brano ha due pagine, la prima per le informazioni musicali e bibliografiche/demografiche, la seconda con annotazioni sulla storia, il contesto e informazioni bibliografiche e discografiche più approfondite.
Le informazioni sui brani sono registrate in singoli campi di dati, di cui dodici elementi sono organizzati in modo relazionale e possono essere utilizzati per la ricerca tramite la funzione Query the Archive (Interrogazione dell'archivio) che si trova nel menu The Archive a sinistra della pagina dell'indice.  Le interrogazioni possono essere selezionate utilizzando i campi disponibili.
Template e Form di facile utilizzo per l'inserimento delle informazioni sui brani sono disponibili cliccando su Add tunes nel menu The Archive.
Il TTA è organizzato semanticamente in categorie caratteristiche dei brani:
Musica
- Meter/Rhythm
- Time signature
- Key (Tonic note, accidentals, Key/mode)
- Tune structure

Description
- Region
- Genre/Style

Context
- Composer/core source
- Historical/Geographical allegiances
- Alternate titles, closely related tunes

Tune Book
- Citazione della prima pubblicazione o manoscritto in cui è possibile trovare la melodia.
- Trascrizione in notazione standard in formato PDF, se disponibile.

Audio Recording
- Citazione della prima registrazione sonora della melodia.
- Una versione mp3 della registrazione, se disponibile.

Theme Code Index
- Codici tematici delle prime due misure di ogni brano.

I codici del TTA utilizzano il sistema descritto in "The Scottish Fiddle Music Index" di Charles Gore (The Amaising Publishing House Ltd, Musselburgh, 1994), che a sua volta si basa sul lavoro del grande studioso di musica irlandese Breandán Breathnach 
Il Theme Code Index si è rivelato utile per la stesura dei commenti ai brani presenti sul sito web di FARNE, fornendo titoli per le melodie senza titolo, identificando i compositori e mostrando anche quando una melodia NON è presente in una delle numerose pubblicazioni elencate da Gore.
Ove possibile, i brani dell'archivio sono stati indicizzati utilizzando il Theme Code Index.
Annotations
- Tune annotation - Una sezione per i commenti narrativi su un brano, con particolare attenzione alla storia, alla diffusione, alle relazioni tra le famiglie di brani e alle informazioni contestuali, come i divulgatori e le registrazioni più influenti e le osservazioni sulla "collocazione nella tradizione".

Le informazioni sono concrete e corredate da citazioni di supporto, ma il tune lore (cioè le osservazioni non concrete, congetturali e/o speculative) deve essere identificato come tale. 
- Source for notated version - La fonte della melodia citata nelle raccolte a stampa o manoscritte.
- Printed Sources - Un elenco di tutte le fonti pubblicate note per la melodia.
- Recorded Sources - Un elenco di tutte le registrazioni sonore note del brano.
- See also listing at - Link a Internet per ulteriori informazioni.

Searchability - Le informazioni contenute nella banca dati TTA possono essere ricercate in tre modi:
- Inserendo parole chiave nella barra "Search Traditional Tune Archive" in alto a destra di ogni pagina dell'indice.
- Cliccando su The Index sotto The Archive sul lato sinistro di ogni pagina.   Cliccando su The Archive si ottiene un elenco di brani in ordine alfabetico, con una scorciatoia alfabetica in cima alla pagina per facilitare la navigazione.  I brani sono elencati per titolo, senza le parole dell'articolo (A, An, The, La, Le, Les ecc.) all'inizio del titolo.

Utilizzando la funzione Query the archive che si trova nel menu The Archive sul lato sinistro di ogni pagina dell'indice.  Query the archive produrrà un rapporto sui campi selezionati.

## Featured Tunes
I brani in evidenza sono articoli selezionati ed evidenziati dai redattori come tra i migliori che TTA ha da offrire. Vengono utilizzati dai redattori come esempi per la stesura di altri articoli.
Una piccola icona a forma di stella di bronzo nell'angolo in alto a destra della pagina di un articolo indica che l'articolo è in evidenza.

## Mobile
Il Traditional Tune Archive è anche mobile.
Si può accedere al sito utilizzando il proprio smartphone o tablet allo stesso indirizzo web, ottenendo un'interfaccia utente molto più semplice e ottimizzata per le prestazioni.

## Logo
Il logo della TTA è la Universal Clef di Bathsheba Grossman che ha permesso al Traditional Tune Archive di utilizzarla.
Questa scultura, secondo le parole dell'autrice, "'è un segno di ordine e armonia per ogni nota e strumento, voce e musica. È un unico nastro che segue se stesso attraverso lo spazio, e grazie alla sua lunghezza senza ostacoli suona come una campana, bassa e lunga.